# Torttijärvi
Torttijärvi är en sjö i kommunen Ylöjärvi i landskapet Birkaland i Finland. Arean är 30 hektar och strandlinjen är 4,17 kilometer lång.  Den  ingår i Kumo älvs huvudavrinningsområde.  Sjön ligger omkring 50 kilometer norr om Tammerfors och omkring 210 kilometer norr om Helsingfors. 
I sjön finns öarna Torttikari och Torttisaari. 